# Herminio Almendros
Herminio Almendros Ibáñez (Almansa, Albacete, 9 de octubre de 1898 - La Habana, 12 de octubre de 1974) fue un pedagogo español, uno de los más destacados introductores en España de la pedagogía Freinet. Fue padre del cineasta Néstor Almendros.

## Biografía
Hijo único de una modesta familia en el que el padre era ferroviario, nació en Almansa al final de la calle Niceto Cuenca, muy cerca de la estación de ferrocarril. Cursó estudios de magisterio en Albacete y Alicante. Hizo el servicio militar en África y continuó su formación en la selectiva Escuela de Estudios Superiores de Magisterio de Madrid, donde terminó como número uno de su promoción. Frecuentó el Ateneo y asumió los ideales pedagógicos del Krausismo plasmados en la Institución Libre de Enseñanza.

## Trabajos en España
Su primer destino como maestro fue Villablino (León), como director de un centro de la Fundación Sierra Pambley dependiente de la I.L.E.; allí se casó con María Cuyás Ponsa, alumna de la misma escuela, pero de una promoción posterior; en 1929 ambos obtienen destinos como inspectores de enseñanza primaria en Lérida. Allí entró en contacto con la pedagogía de Célestin Freinet y tras un fugaz paso por Huesca se fue a Barcelona. Colaboró con la recién creada sección de pedagogía de la Universidad de Barcelona y divulgó la pedagogía Freinet. Publicó La imprenta en la escuela (1932), primera obra que se imprimió sobre estas técnicas en lengua no francesa.
En 1936 fue nombrado inspector-jefe y participó en el proyecto del Consejo de la Escuela Nueva Unificada que estructuraba todos los niveles educativos desde preescolar hasta la universidad.

## Exilio a Francia
Huyó a Francia en enero de 1939 junto a su amigo, el filósofo José Ferrater Mora. La familia de Freinet le acogió, pero la Segunda Guerra Mundial lo forzó a marchar de nuevo. 

## Primera etapa en Cuba y Venezuela
Su amigo el dramaturgo Alejandro Casona le consiguió pasaje para Cuba, pero como no se convalidaron sus estudios y méritos profesionales debió empezar de nuevo y se doctoró en 1952 por la Universidad de Oriente en Venezuela con una tesis titulada La inspección escolar. Trabajó entonces como asesor del Ministerio de Educación de Cuba.

## Segundad etapa en Venezuela
El dictador Fulgencio Batista le destituyó de su puesto, pero lo contrató la UNESCO y es destinado a la Escuela Internacional de la Organización de Estados Americanos en Rubio (Venezuela).

## Segunda etapa en Cuba
Regresó a Cuba poco antes del triunfo de Fidel Castro y el nuevo ministro de Educación, Armando Hart, le nombró su principal asesor como director general de Educación Rural y posteriormente fue delegado de la Editora Nacional y director de la Editora Juvenil. Desde este puesto impulsó la publicación de libros de lectura para niños en los que supo conjugar el atractivo de la historia con la calidad literaria y la intencionalidad educativa. 
Son numerosos los libros infantiles que escribió, como los libros de lectura de la serie Fiesta, Había una vez, Pueblos y leyendas y Lecturas ejemplares. Aventuras, realidades y fantasías y diversos libros de cuentos. En Cuba, su libro Pueblos y leyendas fue rebautizado como Oros Viejos y reeditado varias veces. El libro Oros Viejos es considerado una joya del arsenal literario de Cuba.
El aprendizaje de la lengua como instrumento de comunicación fue uno de los temas que más le preocupó. Publicó más de 40 obras, sin contar varios centenares de artículos periodísticos y prólogos de libros.

## Legado histórico
Los herederos de Herminio Almendros donaron a la ciudad de Almansa todo el legado del pedagogo a través de un convenio suscrito el 10 de octubre de 2008 con el Ayuntamiento. La cesión incluye los derechos para España de las obras pedagógicas publicadas por Almendros, sus documentos profesionales y personales y algunos objetos como su máquina de escribir. Estos fondos fueron trasladados desde Cuba a Almansa.

## Reconocimiento en Almansa
El Instituto de Enseñanza Secundaría n.º 3 de la ciudad lleva su nombre, así como una avenida que está cerca de este edificio.

## Obras
- La imprenta en la escuela. La técnica Freinet. Madrid: Revista de Pedagogía, 1932.
- Pueblos y leyendas. Barcelona : Seix Barral, 1937. Numerosas reediciones.
- Cuentos de animales, La Habana, Pueblo y educación, 1997.
- Blanca nieve, La Habana, Pueblo y educación, 1997.
- Nuestro Martí, La Habana, 1997.
- La cucarachita Martina, La Habana, 1998.
- Lecturas ejemplares, Editorial Gente Nueva, La Habana, 2002.
- El pastor y la hija del Sol.
- Había una vez. Primera edición 1956. Editorial Gente Nueva, edición año 2009.[1]